# Filmkritik
Filmkritik im engeren Sinne ist eine kritische Besprechung eines Films, etwa in einer Zeitung oder Zeitschrift. Eine Filmkritik wird meist von der Filmbesprechung unterschieden, die als Serviceleistung für den Kinobesucher dient und meist neben einer Inhaltswiedergabe eine wertende Empfehlung enthält.
Der Filmkritik im weiteren Sinne als Gesamtheit der Filmkritiker, die besonders den Film zum Gegenstand ihrer kritischen Betrachtung machen geht es dagegen darum, den Film in ästhetische, technische, ökonomische, soziologische oder philosophische Rahmen zu stellen. Dabei wird das Werk unter künstlerischen, ästhetischen und filmtheoretischen Gesichtspunkten analysiert und kritisch hinterfragt. Die Aufgabe der Filmkritik ist es auch, den – unter Umständen subtilen – Bezug eines Films zu gesellschaftlichen Umständen zu deuten und darzustellen und somit einen Diskurs um tiefenideologische und ästhetische Bedeutungen zu eröffnen.
Die Filmkritik erfordert ein Fachwissen über die quantitative Filmaneignung mittels Sehprozess hinaus. Eine Filmbesprechung bedient sich einer Masse an Vergleichswerten.
Der Filmkritik war es zu Beginn des 20. Jahrhunderts zunächst vorbehalten, die ersten Filme zu begleiten und zu würdigen. Mit dem Einsetzen komplexerer Dramaturgien etablierte sich die Filmkritik als Diskurspunkt ästhetischer Fragestellungen. Insbesondere bis zum Ende des Zweiten Weltkriegs war Filmkritik auch oft Instrument politischer Ideologie. Durch die Nouvelle Vague veränderte sich mit dem Verständnis von Film im Allgemeinen auch die Filmkritik, die sich einerseits neuen Bildsprachen und Erzählweisen anpassen musste, diese anderseits aber auch beförderte.

## Funktionen der Filmkritik
Interpretations-, Sensibilisierungs- und ästhetische Übersetzungsfunktion: Die wichtigste Funktion der Filmkritik besteht darin, den Film in seiner Deutungsvielfalt und ästhetischen Bezugnahme auf Filmgenres sowie nationale Filmgeschichte und Bildsprache für den Zuschauer zu interpretieren und zu erläutern, und ihn für diesen Prozess zu sensibilisieren. Dabei geht es auch darum, den Film „in seinem jeweils besonderen Ausdruck zu entdecken“ und diesen entweder zu würdigen oder abzulehnen.
Informations- und Servicefunktion: Üblicherweise bietet eine Filmkritik immer auch Informationen zu den Produktionsdaten eines Films, etwa dem Produktionsland, der Filmlänge, dem Genre und dem Filmstab. Gleichzeitig wird dem Leser oft eine nicht wertende Darstellung der Zusammenhänge in Bezug auf die Regisseure, Schauspieler, den Produzenten, den Kameramann etc. und deren vorhergehenden Erfahrungen und Engagements vermittelt. Darüber hinaus wird meist die Filmhandlung in groben Zügen erläutert. Für Imbert Schenk ist die Informationsfunktion wesentlich für die Urteilsbildung des Lesers. Dem Leser würden vorbereitend Informationen über „Form, Inhalt und Struktur des Films“ aufgezeigt, die anschließend im Rahmen einer „Kontextualisierung, Ordnung und Zuordnung“ verarbeitet werden.
Kommunikations- und Öffentlichkeitsfunktion: Die Filmkritik ist Teil der gesellschaftlichen Aufmerksamkeit, die dem besprochenen Film zuteilwird. Sie kommuniziert Informationen, Beschreibungen, Deutungen und Bewertungen zum Film an die Öffentlichkeit und tritt so als Vermittler zwischen Werk und Konsument auf. Gleichzeitig gehört die Filmkritik zum gesellschaftlichen Umgang mit dem Medium Film im Allgemeinen und hat somit unter Umständen sozialen, politischen und ökonomischen Einfluss.
Medientransfer und mediale Übersetzungsfunktion: Bei der Filmkritik handelt es sich um einen „Diskurs über einen Diskurs“, also um einen sprachlichen Diskurs über einen visuellen. Die Abhandlung eines Films im Rahmen einer Filmkritik, so Karl Prümm, „setzt einen Transfer […] voraus“. Gemeint ist die Übersetzung des bewegten Bildes in Sprache, die mitunter „schief“ ausfallen könne, „wenn Wörter über Bilder sprechen, die dafür nicht gemacht sind“, so Jean-Luc Godard. Jacques Rivette: „Die ideale Filmkritik kann nur eine Synthese der Fragen sein, die dem Film zugrunde liegen: ein Parallelwerk, seine Brechung auf verbaler Ebene.“ Demnach muss es die Aufgabe seriöser Filmkritik sein, „präzise“ Worte zu finden.

## Geschichtliche Entwicklung

### Von den Anfängen bis zur ästhetischen Filmkritik
In den Anfangsjahren der Kinematografie beschränkte sich die kritische Betrachtung von Filmen auf eine Würdigung des bewegten Bildes als solches. So wurde bereits die erste Filmvorführung der Brüder Skladanowsky im November 1895 von der Presse mit Berichten begleitet. Das neue Medium benötigte Fürsprache, etwa im Hinblick auf „besondere Geschicklichkeiten der Dekorationstechnik, besondere Feinheiten des Stoffes, besondere Raffinements der Darsteller oder der Inszene“. Die Filmkritik befand sich in einer Art Findungsprozess: Die Suche nach adäquaten Kriterien und Maßstäben für die Bemessung der Qualität eines Filmes sollte das Medium Film als neue Kunstform etablieren. Als die ersten Filmkritiken erschienen, war das „ursprünglich plebejisch-proletarische Medium der Jahrmärkte und Wanderkinos […] über die Destillen- und Ladenkinos der Vorstädte hinaus in die kulturellen Reservate des Bürgertums in den Zentren der Großstädte“ vorgedrungen. Dabei hätten die Filme zunehmend den „Kunstanspruch des französischen Film d’Art für sich reklamiert“.
Als 1912 erstmals Diskussionen darüber entstanden, ob Filme überhaupt kritisiert werden sollten, waren die ersten kritischen Veröffentlichungen längst erschienen, etwa in Deutschland die Filmkolumne der Zeitschrift Der Komet oder die erste deutsche Filmfachzeitschrift Der Kinematograph (1907). Letztere war so erfolgreich, dass noch im gleichen Jahr die kurzlebige Erste Internationale Filmzeitung sowie im Jahr 1908 Die Lichtbild-Bühne folgten. Ab 1910 wurden die Filme länger und boten damit Raum für eine anspruchsvollere Dramaturgie. Die nun erscheinenden Filmberichte orientierten sich an der etablierten Theaterkritik und wurden zum regelmäßigen Bestandteil der Lokalteile der Zeitungen. Letzte Zweifel an der Feuilletonfähigkeit des neuen Mediums wurden ausgeräumt, als im Jahr 1913 Der Andere und Der Student von Prag uraufgeführt wurden. Erste Bemühungen einer ästhetischen Filmkritik finden sich in der Zeitschrift Bild und Film (1912/13) von Malwine Rennert. Die Veröffentlichungen dieser ersten Filmkritiker im Sinne einer „formästhetischen Filmtheorie“ – darunter Kurt Tucholsky, Herbert Ihering, Rudolf Arnheim, Béla Balázs und Siegfried Kracauer – erschienen jedoch eher unregelmäßig. Dennoch differenzierte sich bereits das Bild der Filmkritik: Während Kracauer für eine „soziologisch orientierte Ideologiekritik des Films“ eintrat, die in den „ästhetischen Strukturen der Werke verborgene Kollektivvorstellungen nachzuweisen sucht“, waren Arnheim und Balázs darauf bedacht, die ästhetischen Qualitäten des Films hervorzuheben.

### Politisierung der Filmkritik
Nachdem es die Filmkritik über Inserate und Notizen im Lokalteil zu gelegentlichen Veröffentlichungen im Feuilleton gebracht hatte, erschienen nach dem Ersten Weltkrieg auch Publikumszeitschriften. Sie legten den Fokus auf die Attraktionen des Films, also die Stars, Kostüme, Schauplätze und Dekorationen. Kritik war in diesen Zeitschriften nicht üblich, stattdessen wurden sie von den Anzeigen der Industrie dominiert. Anfang der 1920er Jahre setzte sich eine kontinuierliche Filmkritik in den Tageszeitungen durch. Gleichzeitig entstanden eine soziologische Filmkritik sowie in den Zeitungen der Arbeiterbewegungen wie Film und Volk oder später in der KPD-Zeitschrift Arbeiterbühne und Film eine politische Filmkritik, die „kulturpolitisch entschiedenste, filmästhetisch indes eher unbedarfte Anstöße“ gaben. Etwas später stand die Filmrezension in der Kritik, ihr sei die „klare und scharfe Feststellung der besonderen Ideologie eines Kunstwerks und [die] Wirkung dieser Ideologie auf die breiten Massen wichtiger als die Analyse der besonderen ästhetischen Merkmale des betreffenden Kunstwerkes“.
In der Zeit des Nationalsozialismus wurde die „Kunstkritik“ suspendiert und aufgefordert, ideologische Werke entsprechend zu würdigen. Journalisten wurden unter die Kontrolle des Reichsministers für Volksaufklärung und Propaganda, Joseph Goebbels, gestellt. Die nationalsozialistische Filmpolitik sah vor, dass Filmkritiker als „Filmbeobachter“ nur noch Inhaltsbeschreibungen und keine Beurteilungen von Filmen veröffentlichen durften. Die wichtigen Fachzeitschriften Der Kinematograph und Die Lichtbild-Bühne stellten 1935 und 1939 ihr Erscheinen ein. Die einflussreichste deutsche Filmzeitschrift war somit bis 1944 der täglich erscheinende Illustrierte Filmkurier. In Bezug auf die Filmkritik im Dritten Reich stellte sich später die Frage nach ihrer Subjektivität, Unabhängigkeit und Verantwortung. Dabei stellt sich heute gelegentlich die Frage, ob die Verantwortung dem Leser oder dem Film gegenüber gelten sollte.

### Entwicklung nach dem Zweiten Weltkrieg
In den 1950er Jahren befand sich die Filmkritik im Spannungsfeld zwischen ökonomischem und redaktionellem Interesse: Wirtschaftlich gesehen sollte möglichst viel Aufmerksamkeit erzeugt werden, während inhaltlich gesehen die Freiheit der Autoren gewahrt bleiben sollte. In den Tageszeitungen wurden weitestgehend keine „wertenden Filmkritiken“ veröffentlicht. Nur zwei Prozent aller Kritiken gingen über Inhaltsangaben, Werbetexte und Kurzrezensionen hinaus. Wie schon zu Beginn der Filmkritik wurden „Film und Kino […] nicht des Ranges von Kultur […] für würdig gefunden“, da die hauptsächlich kommerziellen Studioproduktionen kaum künstlerischen Anspruch erhoben. Mit der in zahlreichen nationalen Filmkulturen beinahe zeitgleich stattfindenden Erneuerung des Films (Neuer Deutscher Film, New Hollywood) gewann auch die Filmkritik wieder an Bedeutung. In Frankreich wurden von den Initiatoren der Nouvelle Vague 1951 die Cahiers du Cinema gegründet, die im publizistischen Wettbewerb mit der ein Jahr später veröffentlichten Positif stand.
1957 wurde die Zeitschrift Filmkritik gegründet, die eine anspruchsvolle, gesellschaftskritische Filmkritik unabhängig von den Kirchen betrieb. Im Wirkungsumfeld dieser Zeitschrift entstand eine „neue Kritik des Films“, die sich auf die „sozialpsychologischen und ideologiekritischen Postulate der Frankfurter Schule“ bezog und gleichzeitig auf die Positionen der Autoren der Cahiers du Cinéma zurückgriff. In der Bundesrepublik hatten bis zu dieser Zeit subjektive, feuilletonistische Texte, etwa von Gunter Groll, dominiert, die nun von der Zeitschrift Filmkritik ein Gegengewicht erhielten. Geschult durch Adorno und Kracauer, verstanden sie sich als „Gesellschaftskritiker, die ideologiekritisch den Film als Produkt einer kapitalistischen Industrie reflektieren und politische Aussagen und soziale Haltungen untersuchen“. Groll hingegen vertrat die Ansicht, der Filmkritiker „sage das Schwere leicht“ und habe „die Fähigkeit zu klären, die Liebe zur Sache und die Distance zum Objekt“.
Die 1960er und 1970er Jahre waren geprägt durch die Kontroverse zwischen der Politischen Linken und der Ästhetischen Linken, vor allem innerhalb der Zeitschrift Filmkritik. Durch die Nouvelle Vague war ein Streit entbrannt über neue Rezeptionsweisen, die der neuen Filmästhetik Rechnung tragen sollten. Der Zuschauer könne bei „dissonanten, brüchig inszenierten Filmen nicht dem Ganzen“ erliegen, wie es etwa beim klassischen Kriminalfilm der Fall ist. Deshalb zielten die Ästhetischen Linken auf eine „Entschleierung des Blicks, darauf, aufmerksam zu machen für ungewohnte Bilder oder irritierende Rhythmen, für poetische Zwischentöne oder subversive Untertöne“. In den 1980er Jahren wiederholte sich die Auseinandersetzung. So wurde 1980 die Zeitschrift Filme gegründet, die sich den Ästhetischen Linken verpflichtet fühlte. Neben diesen Fronten existierte in den 1970er Jahren eine „Filmkritik als literarische Gattung“, bei der sich die Filmkritiker als Autoren verstanden und von ihrem literarischen und publizistischen Ansehen profitierten, etwa André Bazin, Karsten Witte oder Pauline Kael.
Heute hat die Filmkritik kulturpolitisch an Bedeutung verloren, auch weil der Film als gesellschaftlicher Indikator mit zahlreichen anderen Medien konkurrieren muss. Gleichzeitig ist der Trend zu beobachten, dass die „Differenzierung der Geschmackskulturen zu einer Nivellierung der Filmpublizistik“ führt: „So droht eine allgemein akzeptierte, mittlere, normalisierte Kritik, ein etabliertes Rezensionswesen, das sich fast automatisch weiterschreibt, ohne sich jemals zu problematisieren.“

## Filme
- For the Love of Movies: The Story of American Film Criticism,  Regie: Gerald Peary, USA 2009
- Was heißt hier Ende? Der Filmkritiker Michael Althen, Regie: Dominik Graf, Deutschland 2015
- Lob ist schwerer als Tadel, Regie: Wolfram Hannemann, Deutschland 2016, Dokumentarfilm über Stuttgarts Filmkritiker